# Гессе, Карл Фёдорович
Карл Фёдорович Гессе 2-й (1788—1842) — генерал-лейтенант русской императорской армии, участник Наполеоновских войн и покорения Кавказа.

## Биография
Карл Гессе родился в 1788 году; отец его, полковник Фёдор Иванович Гесс, был до 1800 г. Выборгским комендантом. Записанный в детстве, в 1793 г., на службу подпрапорщиком в Выборгский гарнизон, в 1803 г. он произведён в портупей-прапорщики и в феврале 1804 г. переведён в Рязанский пехотный полк, где 7 июля произведён в прапорщики.
В 1805 году участвовал во время первой войны с Наполеоном в морской экспедиции в Померанию. Во время второй войны в 1807 г. Гессе в чине подпоручика был в сражениях при Прейсиш-Эйлау, Гуттштадте, Гейльсберге и Фридланде; за Гуттштадт он получил орден Святого Владимира 4-й степени с бантом, а за Фридланд — Святой Анны 4-й степени. В декабре того же года произведён в поручики.
В 1808—1809 гг., состоя адъютантом при князе Горчакове и графе Каменском, принимал участие в русско-шведской войне, за отличие получил 12 декабря 1808 г. чин штабс-капитана и в 1809 г. за дело при Севаре золотую шпагу с надписью «За храбрость».
Продолжая состоять адъютантом при графе Каменском, назначенном главнокомандующим армии, действовавшей против турок, Гессе в 1810 г. участвовал в блокаде Силистрии, сражении при Шумле, штурме Рущука, Батинской битве и взятии Никополя и был награждён орденом св. Анны 2-й степени (за Шумлу) и чином капитана (2 декабря).
По смерти графа Каменского он 28 июля 1811 г. был переведён в Шлиссельбургский пехотный полк.
Во время Отечественной войны 1812 года Гессе участвовал в сражении при Борисове и последовавшем затем преследовании французов и 4 декабря получил чин майора. В 1813 г. он не принимал участия в военных действиях, но с резервными войсками дошёл до Франкфурта-на-Майне. Переведённый в ноябре 1814 г. в Архангелогородский пехотный полк, Гессе в июле 1815 г. участвовал в блокаде крепости Мец. 27 декабря того же года он был произведён в подполковники с переводом в лейб-гвардии Павловский полк и 28 марта следующего года назначен батальонным командиром.
Произведённый 25 декабря 1817 года в полковники, Гессе 3 марта 1820 года назначен был командиром 38-го егерского полка. 7 января 1824 г. ему были пожалованы 3000 десятин земли и 12 декабря — орден св. Георгия 4-й степени (за беспорочную выслугу в офицерских чинах, № 3815 по списку Григоровича — Степанова), 6 декабря 1826 г. он произведён в генерал-майоры с назначением состоять при начальнике 19-й пехотной дивизии.
3 апреля 1827 г. Гессе назначен на Кавказ командиром 3-й бригады 22-й пехотной дивизии; одновременно ему было поручено управление Имеретией, Гурией и Мингрелией, а впоследствии к этим областям была присоединена и Абхазия. За труды свои по управлению краем во время русско-персидской войны он был 8 февраля 1829 года был награждён орденом св. Владимира 3-й степени.
В следующей русско-турецкой войне ему пришлось принять непосредственное участие: он осаждал со своим отрядом крепость Поти с 28 июня 1828 г. и 15 июля взял её, 29 сентября вступил в Гурию, 5 марта 1829 г., имея 2530 человек и 6 лёгких орудий, одержал победу над восьмитысячным турецким корпусом под начальством трапезунтского паши Кея-Оглы при Лимани, близ Николаевской крепости, на берегу Чёрного моря, и овладел неприятельским укреплённым лагерем, 6 августа находился при овладении укреплённым лагерем при Мухаэстате и поражении турецкого отряда Тучи-Оглы и 9 августа занял крепость Кинтримы, а 15—17 сентября участвовал в военных действиях при крепости Цихисдзири; им же была в короткое время собрана в порученных его управлению областях милиция. Наградой за его действия были орден св. Анны 1-й степени (за Поти) и золотая шпага, украшенная бриллиантами и с надписью «За храбрость» (17 февраля 1829 г.).
1 июля 1830 года Гессе был назначен командиром Кавказской резервной гренадерской бригады, но вступил в командование ей только 24 сентября 1831 г. С 1 июля по 1 августа 1830 г. он стоял во главе экспедиции против абхазцев. 19 апреля 1835 г. получил императорскую корону к ордену Святой Анны 1-й степени и 6 декабря произведён в генерал-лейтенанты, с назначением состоять по армии при отдельном Кавказском корпусе, но по Высочайшему повелению от 12 апреля 1836 г. продолжал командовать бригадой.
Назначен состоять по армии 11 октября 1837 г. Уволен от службы 7 декабря 1838 года. Умер 4 (16) декабря 1842 года.
К. Ф. Гессе был женат на дочери штабс-капитана Екатерине Васильевне Балкашиной (1797—1883) и имел сына Александра (1818—1891) и дочерей Софию и Александру.